# ماري غاردينر
ماري غاردينر (بالإنجليزية: Mary Gardiner)‏ وهي مبرمجة في نظام لينكس الأسترالي ومديرة في مبادرة آدا (ada) ، والتي وُصفت بأنها «منظمة غير ربحية مكرسة لزيادة مشاركة المرأة في التكنولوجيا المفتوحة والثقافة». كانت عضوة في مجلس إدارة شركة لينكس حتى سبتمبر 2011. وفي عام 2012 ، سميت من قبل مجلة SC بأنها من أكثر الأشخاص تأثيراً في مجال أمن الحاسوب وذلك لتأسيسها مبادرة غاردينر وada.

## عملها
كانت غاردينر أحد مؤسسي AussieChix ، والتي أصبحت فيما بعد (أوقيانوسيا نساء للتكنولوجيا المفتوحة). وهي منسقة سابقة في LinuxChix. تحدث ماري ضد «المعايير الاجتماعية والمعتقدات لدى أقلية من المساهمين الذين لا يهتمون بالمرأة كزملاء أو الذين لا يعتقدون أن النساء يمتلكن القدرة على المساهمة بنجاح المشروعات». شاركت غاردينر في صياغة واعتماد سياسات مكافحة التحرش من أجل المؤتمرات التكنولوجية. حازت ماري على جائزة (Rusty Wrench) لعام 2011 المقدمة من لينكس -أستراليا. كانت ماري تعمل على تحسين التنوع بين الجنسين ومعارضة التحرش الجنسي في مجتمع البرمجيات. كانت المتحدثة الرئيسية في Wikimania 2012 ، الذي عقد 12-15 يوليو 2012 في واشنطن العاصمة. وفي عام 2012 ، أدرجت غاردينر كواحدة من 10 نساء في Tech Who Give Back by Datamation وواحدة من أكثر الأشخاص تأثيراً في أمن الحاسوب من قبل مجلة SC.